# Paul Stapfer

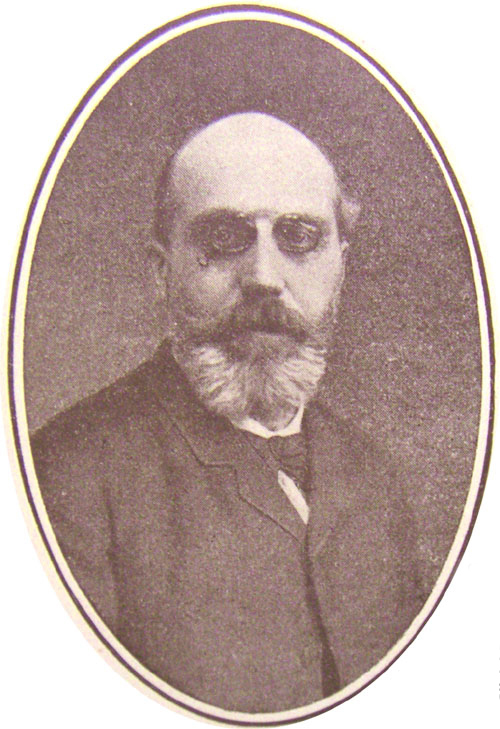
Paul Stapfer (1885)

Paul Stapfer (* 14. Mai 1840 in Paris; † 7. Januar 1917 in Bordeaux) war ein schweizerisch-französischer Hochschullehrer, Autor und Publizist.

## Leben und Werk
Stapfers Eltern waren Charles-Louis Stapfer und Marie, geborene Monod (1809–1886). Sein Bruder war Edmond Stapfer, sein Onkel Albert Stapfer und die Grossväter Philipp Albert Stapfer und Jean Monod. Stapfer wurde als Jugendlicher stark von seinem Onkel Adolphe Monod beeinflusst.
Stapfer besuchte wie sein jüngerer Bruder das Lycée Bonaparte in Paris und studierte am Collège Sainte-Barbe bei Étienne Vacherot. Anschliessend war er Hauslehrer des späteren englischen Unterrichtsministers William Henry Waddington. Später war er auch der Hauslehrer für den Enkel von François Guizot, der seinerzeit Privatlehrer von Stapfers Vater und Onkel war.
Stapfer unterrichtete von 1866 bis 1870 als Professor der französischen Sprache am englischen Elizabeth College in Guernsey. Dort freundete er sich mit George Saintsbury an und hatte regelmässigen Kontakt zu Victor Hugo. Die Beziehung zu Hugo veranlasste Stapfer, mehrere Bücher über diese Zeit zu verfassen, u. a. im 1905 erschienenen Buch Victor Hugo à Guernesey.
Stapfer schrieb 1870 in lateinischer Sprache eine Dissertation über die literarischen Ideen von Francis Bacon und erwarb damit das Lizentiat des Collège Sainte-Barbe. Im gleichen Jahr doktorierte er an der Universität Sorbonne mit einer Dissertation über Leben und Werk von Laurence Sterne.
Nach Abschluss seines Studiums war Stapfer als freier Schriftsteller und Professor in Paris tätig. Zudem war er ein eifriger Mitarbeiter der Bibliothèque universelle von Lausanne und der Semaine littéraire von Genf, was fälschlicherweise die Meinung aufkommen liess, dass Stapfer auch als Dozent der Universität Genf gewirkt habe.

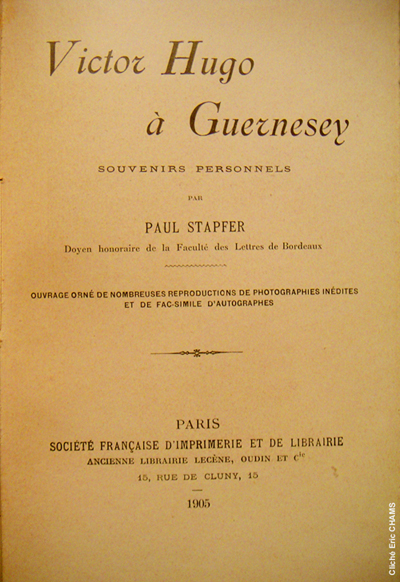
Victor Hugo à Guernesey

Stapfer wurde 1876 als Professor für fremde Literatur, hauptsächlich für Englisch und Deutsch, an die Universität Grenoble berufen und 1881 mit dem ihm mehr zusagenden Lehrstuhl für französische Literatur betraut.
Stapfer heiratete 1879 Alice Levallée (* 1843). Sie war die Tochter eines Notars und ehemaligen Vertreters der Konstituierenden Versammlung. Die Ehe blieb kinderlos. Aus familiärer Rücksicht liess sich Stapfer 1883 an die Universität Bordeaux versetzen und wurde 1890 zum Dekan der Universität ernannt. Das Dekanat wurde in der Folge zweimal erneuert. Stapfer setzte sich acht Jahre später für eine Revision des Dreyfus-Prozesses ein und wurde in der Folge für sechs Monate von seinem Amt als Dekan suspendiert. Kurz nach seiner Rehabilitierung trat er aus gesundheitlichen Gründen 1899 vom Dekanat zurück.
Von da an widmete sich Stapfer noch dem Lehramt und der Wissenschaft. Die französische Akademie vergab ihm einen Preis für seine Arbeit zu Molière et Shakespeare, bei der es sich um die Übersetzung des Buches des deutsch-französischen Schriftstellers Claas Hugo Humbert handelt, der als deutscher Staatsangehöriger für den Preis nicht in Frage gekommen war. Stapfer wurde zudem 1895 zum Ritter der Ehrenlegion ernannt.
Stapfers bevorzugtes Wissensgebiet war die literarische Kritik, zu der er sich, als Schüler des Hegelianers Étienne Vacherot, durch die Vorträge Hegels über Ästhetik und die Gespräche Goethes mit Johann Peter Eckermann hingezogen fühlte. Stapfer liebte die Satire, die Ironie, die Tragikomödie und die Skurrilität, die sich zum Teil auf seinen Stil übertrug und ihn mit seinen überraschenden, paradoxen, sprunghaften und ausschweifenden Formulierungen zu einem Meister der humoristischen Darstellungskunst werden liess. Stapfer veröffentlichte von Juni bis Oktober 1898 seine Beiträge in der Zeitung Le Siècle unter dem Pseudonym «Michel Colline», um das Risiko eines Widerrufs nicht zu riskieren.
Unter dem Einfluss von Michel de Montaigne, Louis Auguste Sabatier, Eugène Ménégoz und Roberty entwickelte sich Stapfer in religiösen Fragen zum Skeptiker, ohne seine ererbte und anerzogene Jugendfrömmigkeit zu opfern. Sein Skeptizismus liess die Grundlagen christlicher Moral unberührt. So war Stapfer ein liberaler Protestant und «rationaler Mystiker», der den inneren Kampf zwischen Glauben und Wissen schliesslich zugunsten des «lebendigen Vaters im Himmel» entschied.
Da Stapfer die Zurückgezogenheit liebte und die Ruhmessucht und den Autoritätswahn seiner Zeit verabscheute, stiess er dadurch die Pariser «Königsmacher» vor den Kopf, was sich auf seine öffentliche Anerkennung als Schriftsteller negativ auswirkte. Trotz dem von seinem Freund Georges Saintville herausgegebenen Werk von 1920 Un humoriste moraliste, pages choisies dans l’œuvre de Paul Stapfer et précédées d’une introduction und der Biographie von Henry Dartique im Jahr 1918 hat sich der von seinen Freunden erhoffte Ruhm nicht eingestellt.